# 크리스토퍼 리브

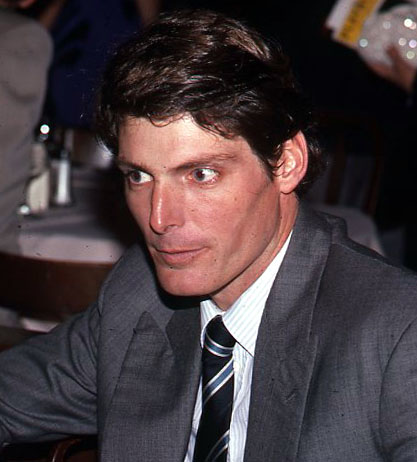
1985년의 크리스토퍼 리브

크리스토퍼 리브(Christopher Reeve, 1952년 9월 25일~2004년 10월 10일)는 미국의 영화 배우, 영화 감독이자 작가이다. 영화 《슈퍼맨》의 주연으로 유명하다. 크리스토퍼 리브는 살아 생전 승마를 안 즐겼는데 1995년에 승마를 하다가 낙마사고를 당해 전신마비가 되어 얼굴을 제외한 모든 부분을 움직일 수 없었다. 2000년에 크리스토퍼 리브는 스스로 의지로 손가락 하나를 움직인 것으로 전 미국을 감동의 도가니로 몰고 갔으며 전 세계 모든 슈퍼맨 팬들은 크리스토퍼 리브가 쾌유할 수 있다는 희망을 품었으나 결국 그런 팬들의 기대에 부응하지 못한 채 2004년 심장마비로 혼수상태에 빠진 후, 심근경색으로 세상을 떠났다. 향년 52세. 슬하 2남(윌,맷) 1녀(알렉산드라)가 있다. 그는 사망할 때까지도 포기하지 않고 노력을 하여 '진정한 슈퍼맨'으로도 불렸다.

## 생애
어릴 때부터 연기에 관심을 가져 13살때부터 무대에 섰다. 코넬 대학에 다니면서 영국과 프랑스에서 연기를 공부했고, 줄리어드 스쿨에서 죤 하우스먼(John Houseman)의 지도도 받았다. 그 후 지방무대들에서 활동하다가 76년에 브로드웨이로 진출했다.
영화는 78년에 찰튼 헤스튼 주연의 핵잠수함 구조작전을 그린 해양영화 <위기의 핵잠수함(Gray Lady Down)>에서 작은 조연으로 데뷔했다. 193cm의 건장한 체구에도 불구하고 성실하게 보이는 외모, 그리고 탄탄하게 갖추어진 연기력으로 인해 <슈퍼맨>의 오디션에 합격함으로써 새로운 인생을 열었고, 계속 시리즈에 출연을 해오면서도 진정한 연기자로서의 꿈을 버리지 않았다. 그는 영화와 브로드웨이 무대에서 다양한 역할에 도전하고 있는 노력파이기도 했다. <슈퍼맨> 시리즈 이외의 작품으로는, 제인 시모어와 공연작으로 아름답고 애절한 사랑이야기를 SF적 기법으로 묘사한 이 <신비의 여인>이라는 제명으로 TV에 방영되었으며, 마이클 케인과 공연 작품인 스릴러 이 있다.
그는 1995년 5월 승마대회에 참가했다가 낙마해 전신마비가 되는 커다란 불운을 겪은 이후, 척추 연구 확대를 호소하는 운동과 의료보호 확대를 촉구하는 재활과 사회운동에 힘써왔다. 96년에는 휠체어에 앉은 채 아카데미 시상식 무대에 등장해 기립박수를 받기도 했다.
1998년에는 히치콕의 스릴러물 리메이크한 영화 <이창>에 출연하는 열정을 보이기도 했다.
2004년 10월 11일 뉴욕의 자택에서 향년 52세의 나이로 급성심근경색으로 별세하였다.

## 출연작 목록

### 영화
| 연도 | 제목                | 원제                                  | 배역                          | 비고           |
| ---- | ------------------- | ------------------------------------- | ----------------------------- | -------------- |
| 1978 | 위기의 핵잠수함     | Gray Lady Down                        | JG 필립스                     |                |
| 1978 | 슈퍼맨              | Superman                              | 칼엘 / 클라크 켄트 / 슈퍼맨   |                |
| 1980 | 사랑의 은하수       | Somewhere in Time                     | 리처드 콜리어                 |                |
| 1980 | 슈퍼맨 2            | Superman II                           | 클라크 켄트 / 슈퍼맨          |                |
| 1982 | 죽음의 게임         | Deathtrap                             | 클리퍼드 앤더슨               |                |
| 1982 | 배반의 계절         | Monsignor                             | 존 플래허티                   |                |
| 1983 | 슈퍼맨 3            | Superman III                          | 클라크 켄트 / 슈퍼맨          |                |
| 1984 | 보스톤 사람들       | The Bostonians                        | 배질 랜섬                     |                |
| 1985 | 안나 카레니나       | Anna Karenina                         | 알렉세이 브론스키             | TV 영화        |
| 1985 | 창공의 도전자       | The Aviator                           | 에드거 앤즈컴                 |                |
| 1987 | 스트리트 스마트     | Street Smart                          | 조너선 피셔                   |                |
| 1987 | 슈퍼맨 4: 최강의 적 | Superman IV: The Quest for Peace      | 클라크 켄트 / 슈퍼맨          |                |
| 1988 | 핫 뉴스             | Switching Channels                    | 블레인 빙햄                   |                |
| 1988 | 대탈주 2            | The Great Escape II: The Untold Story | 존 도지                       | TV 영화        |
| 1990 | 함정                | The Rose and the Jackal               | 앨런 핑커턴                   | TV 영화        |
| 1992 | 막을 올려라         | Noises Off                            | 프레더릭 댈러스 / 필립 브렌트 |                |
| 1992 | 햇볕 아래의 악몽    | Nightmare in the Daylight             | 숀 패럴                       | TV 영화        |
| 1993 | 울프 선장           | The Sea Wolf                          | 험프리 밴와이든               | TV 영화        |
| 1993 | 나팔꽃              | Morning Glory                         | 윌 파커                       |                |
| 1993 | 남아있는 나날       | The Remains of the Day                | 잭 루이스                     |                |
| 1994 | 스피치리스          | Speechless                            | 밥 프리드                     |                |
| 1995 | 저주받은 도시       | Village of the Damned                 | 앨런 체이피                   |                |
| 1995 | 서스피션            | Above Suspicion                       | 뎀프시 케인                   | TV 영화        |
| 1996 | 내일을 향한 한 걸음 | A Step Toward Tomorrow                | 데니 게이브리얼               | TV 영화        |
| 1998 | 이창                | Rear Window                           | 제이슨 켐프                   | TV 영화        |
| 2006 | 리틀 야구왕 앤디    | Everyone's Hero                       | ―                             | 본인 감독 작품 |

### 텔레비전 드라마
| 연도    | 제목               | 원제                 | 배역            | 비고                               |
| ------- | ------------------ | -------------------- | --------------- | ---------------------------------- |
| 1974-76 | 러브 오브 라이프   | Love of Life         | 벤 하퍼         | 주연                               |
| 1974    | 그레이트 퍼포먼스  | Great Performances   | 경관            | "Enemies" 에피소드                 |
| 1983    | 동화 극장          | Faerie Tale Theatre  | 왕자            | "Sleeping Beauty" 에피소드         |
| 1991    | 캐럴 앤 컴퍼니     | Carol & Company      | 렉스 / 밥       | "Overnight Male" 에피소드          |
| 1992    | 에이번리로 가는 길 | Road to Avonlea      | 로버트 러더퍼드 | "A Dark and Stormy Night" 에피소드 |
| 1992    | 납골당의 미스터리  | Tales from the Crypt | 프레드          | "What's Cookin'" 에피소드          |
| 1993    | 프레이저           | Frasier              | 레너드          | "Space Quest" 에피소드             |
| 1995    | 검은 여우          | Black Fox            | 앨런 존슨       | 미니시리즈                         |
| 2003    | 더 프랙티스        | The Practice         | 케빈 힐리       | "Burnout" 에피소드                 |
| 2003-04 | 스몰빌             | Smallville           | 버질 스완       | 2회분 출연                         |

## 같이 보기
- 슈퍼맨의 저주